# 스구구

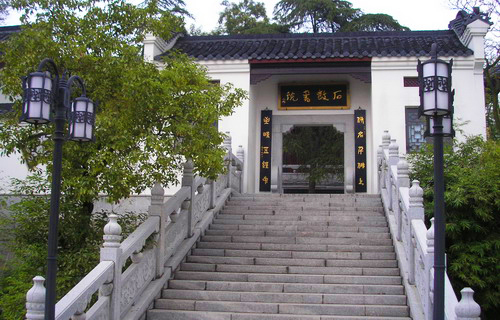

스구구(한국어: 석고구, 중국어: 石鼓区, 병음: Shígǔ Qū)는 중화인민공화국 후난성 헝양 시의 현급 행정구역이다. 넓이는 112km2이고, 인구는 2007년 기준으로 200,000명이다.

## 행정 구역
6개 가도, 2개 향을 관할한다.
- 가도: 人民路街道, 青山街道, 潇湘街道, 五一街道, 合江街道, 黄沙湾街道.
- 향: 松木乡, 角山乡.